# Кастелина Скало (Сијена)
Кастелина Скало је насеље у Италији у округу Сијена, региону Тоскана.
Према процени из 2011. у насељу је живело 2437 становника. Насеље се налази на надморској висини од 201 м.